# Femmes dans le Coran
Les femmes dans le Coran sont des personnages apparaissant généralement comme liées à des prophètes de l'islam : elles tiennent le rôle d'épouses, filles, sœurs, compagnonnes ou antagonistes de ceux-ci. Seule Marie (Maryam), mère de Jésus (ʿĪsā), est nommée, les autres sont anonymes.

## Épouse d'Adam

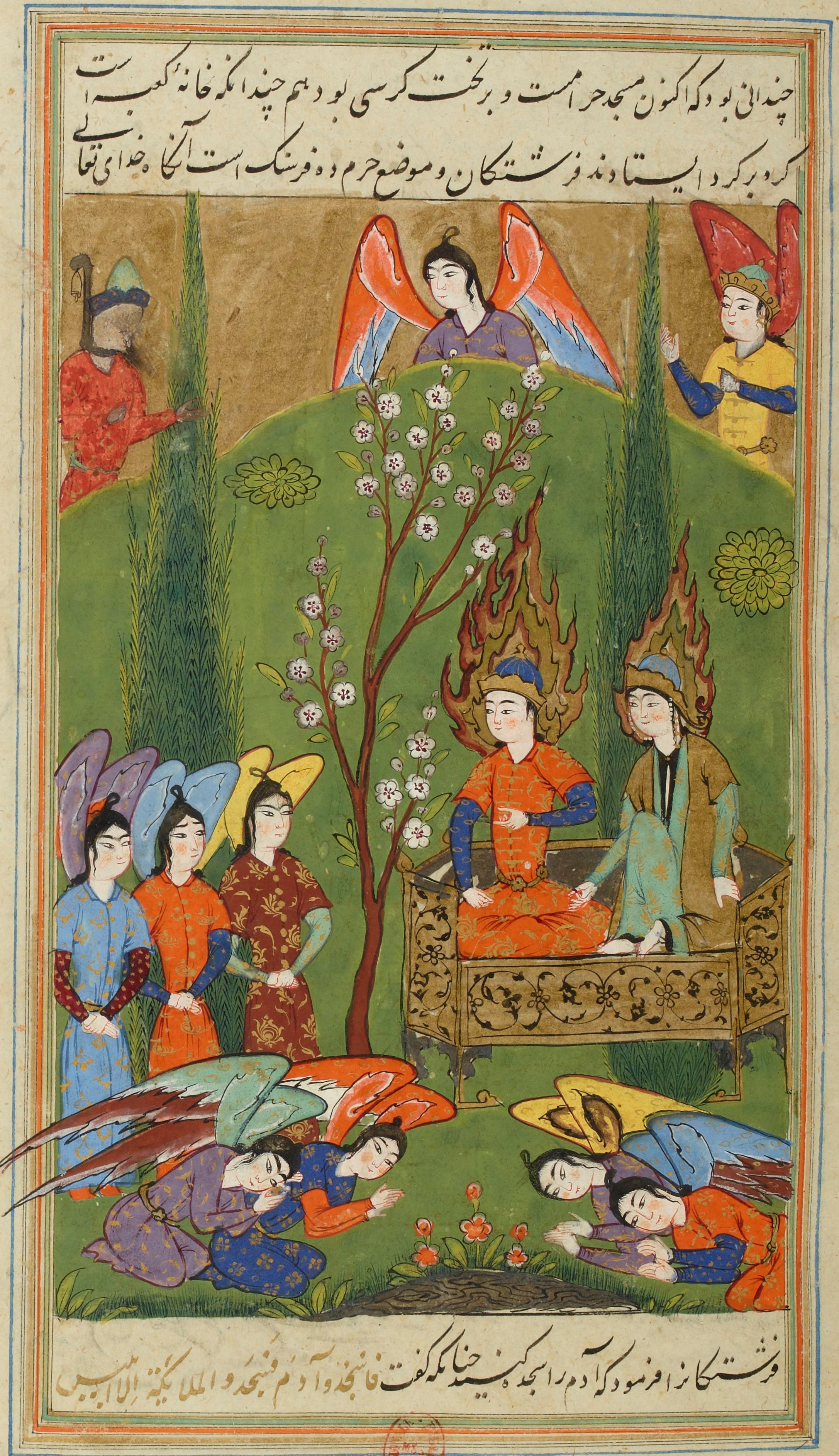
Adam et Ève adorés par les anges, miniature persane du Qiṣaṣ-i Qurʾān d'Abu Ishaq al-Nishaburi, BNF, Persan 54,. (1581)

Le nom d'« Ève » (en arabe : حواء, Hawâ’) ne se trouve que dans les hadîths et les exégèses du Coran (les premiers écrits sont aux VIIIe – IXe siècles) : dans le Coran, elle est mentionnée comme l'« épouse » d'Adam (zawdj), mais pour Jacqueline Chabbi, il est plus pertinent de traduire zawdj par « appariée ».
Dans le Coran, le verset 1 de la sourate des femmes explique la création d'Adam, puis d'Ève à partir de ce dernier : « Ohé, les humains, frémissez de votre Rabb : il vous a créés d’un seul être et, de lui, il a créé son épouse suscitant, des deux, femmes et hommes nombreux. Frémissez d’Allah que vous sollicitez tous, et des matrices. Voici, Allah vous observe. »
Dieu permet à Adam et de son épouse de vivre dans le jardin d’Éden (djanna), mais leur interdit de manger d'un certain arbre. Le Shaïtân invite le couple à goûter les fruits de l'arbre défendu afin qu'ils voit leurs « parties honteuses ». Leur péché provoque la colère de Dieu. Adam et son épouse demandent miséricorde, Il les chasse sur la Terre. Contrairement à la Bible, il n'est pas question d'expier une faute, le pardon est divin immédiatement accordé après le repentir.

## Épouse de Noé
Anonyme dans la Bible (appelée Nahama par la tradition juive) et le Coran, elle a différents noms dans les exégèses : le pseudo-Ibn Abbas (entre les IXe – XIVe siècles), Al Baidawi (mort en 1286) et les deux Djalal (XVIe siècle) l'appellent Wahila(h), alors que Tabari (m. 923) l'appelle Amzura.  Elle est citée avec l'épouse de Loth parmi les hypocrites :

« Allah donne en exemple, pour ceux qui effacent, la femme de Nûh et la femme de Lût. Elles étaient, toutes deux, à deux de nos serviteurs intègres, mais elles les trompaient. Or cela ne leur a profité en rien, devant Allah. Il leur a été dit: « Entrez dans le Feu avec les arrivants. »

## Épouse de Loth

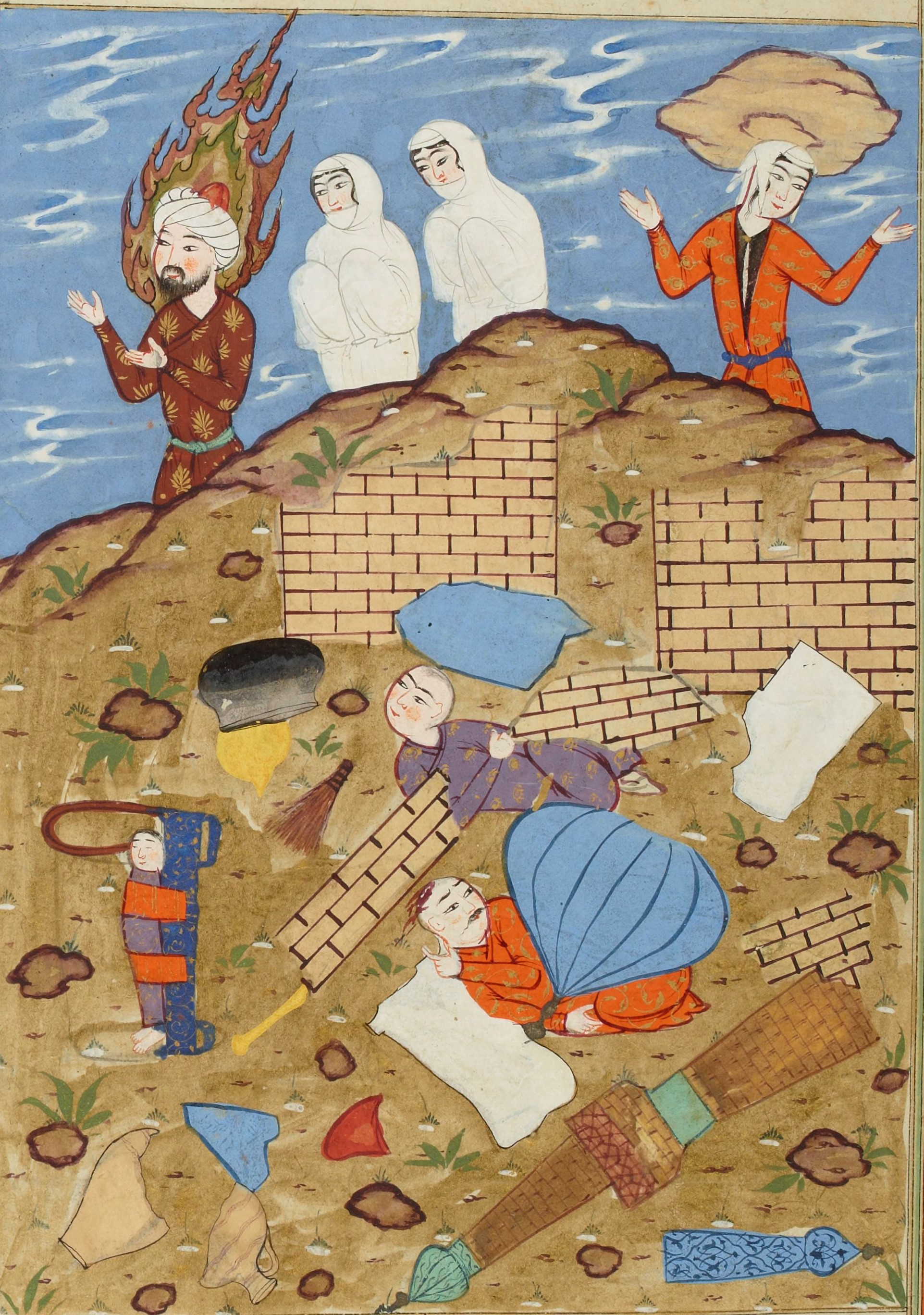
Destruction des cités de Loth, miniature persane du Qiṣaṣ-i Qurʾān d'Abu Ishaq al-Nishaburi, BNF, Persan 54,. (1581)

Anonyme dans la Bible (appelée Édith par la tradition juive) et le Coran, les exégèses du pseudo-Ibn Abbas et des deux Djalal l'appellent Wa'ila(h). Elle est citée avec l'épouse de Noé parmi les hypocrites :

« Allah donne en exemple, pour ceux qui effacent, la femme de Nûh et la femme de Lût. Elles étaient, toutes deux, à deux de nos serviteurs intègres, mais elles les trompaient. Or cela ne leur a profité en rien, devant Allah. Il leur a été dit: « Entrez dans le Feu avec les arrivants. »

Elle meurt durant la destruction des cités de Loth, de façon différente à celle de la Bible :

« Ils disent: « Ô Lût, nous sommes les Envoyés de ton Rabb. Ils n’arriveront pas jusqu’à toi. Pars avec ta tente, au bout de la nuit. Personne parmi vous ne se retournera, sauf ta femme: elle sera abattue par ce qui les frappera. Le rendez-vous est à l’aube: L’aube n’approche-t-elle pas ? » »

## Reine de Saba

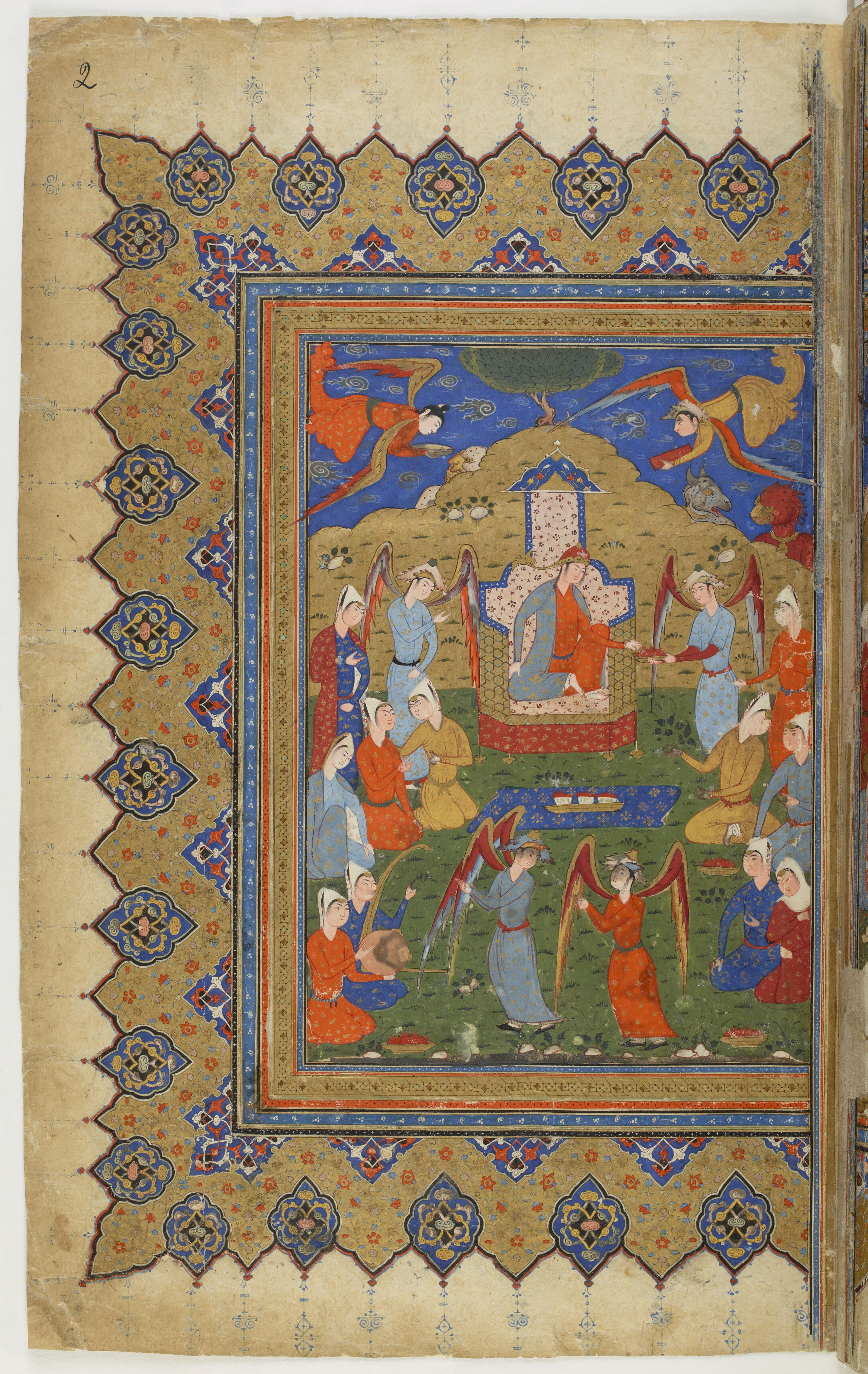
Balqîs trônant (Paris, BnF, Supplément Persan 490 f.2)

Personnage biblique et coranique anonyme, la Tradition musulmane l’appelle Balkis ou Bilkis. Reine légendaire du royaume de Saba, le roi Salomon s'énerve de ne pas voir une huppe lorsqu'il observe les oiseaux. La huppe arrive et dit qu'elle revient de Saba, où une femme règne sur le pays, elle est très riche et sont trône est grandiose. En raison du diable, elle et son peuple adore le Soleil. Salomon remet une lettre à la huppe pour la reine de Saba. Elle hésite à accepter l'invitation de Salomon ; après consultation de ses conseillers, qui la rassure sur sa puissance, la reine envoie des présents pour établir un premier contact, mais le roi d'Israël les rejette : « Retournez chez les vôtres. Nous viendrons avec nos troupes: ils ne résisteront pas. Nous les expulserons, avilis, misérables. » Salomon demande à ce qu'on lui apporte le trône de Saba. Le génie Ifrit et un autre « ayant la science de l’Écrit » disent qu'il rempliront cette mission. Le trône devant Salomon, il ordonne : « Maquillons son trône. Nous verrons si elle est guidée ou ne l’est pas. » Les djinns retournent le trône méconnaissable à la reine, qui le reconnaît comme le sien. La reine de Saba rencontre Salomon et remonte les pans de sa robe, car on voyait un cours d'eau sous le sol est de cristal. La reine se repent de son idolâtrie et se convertit au monothéisme.

## Épouse d'un Égyptien et les dames égyptiennes

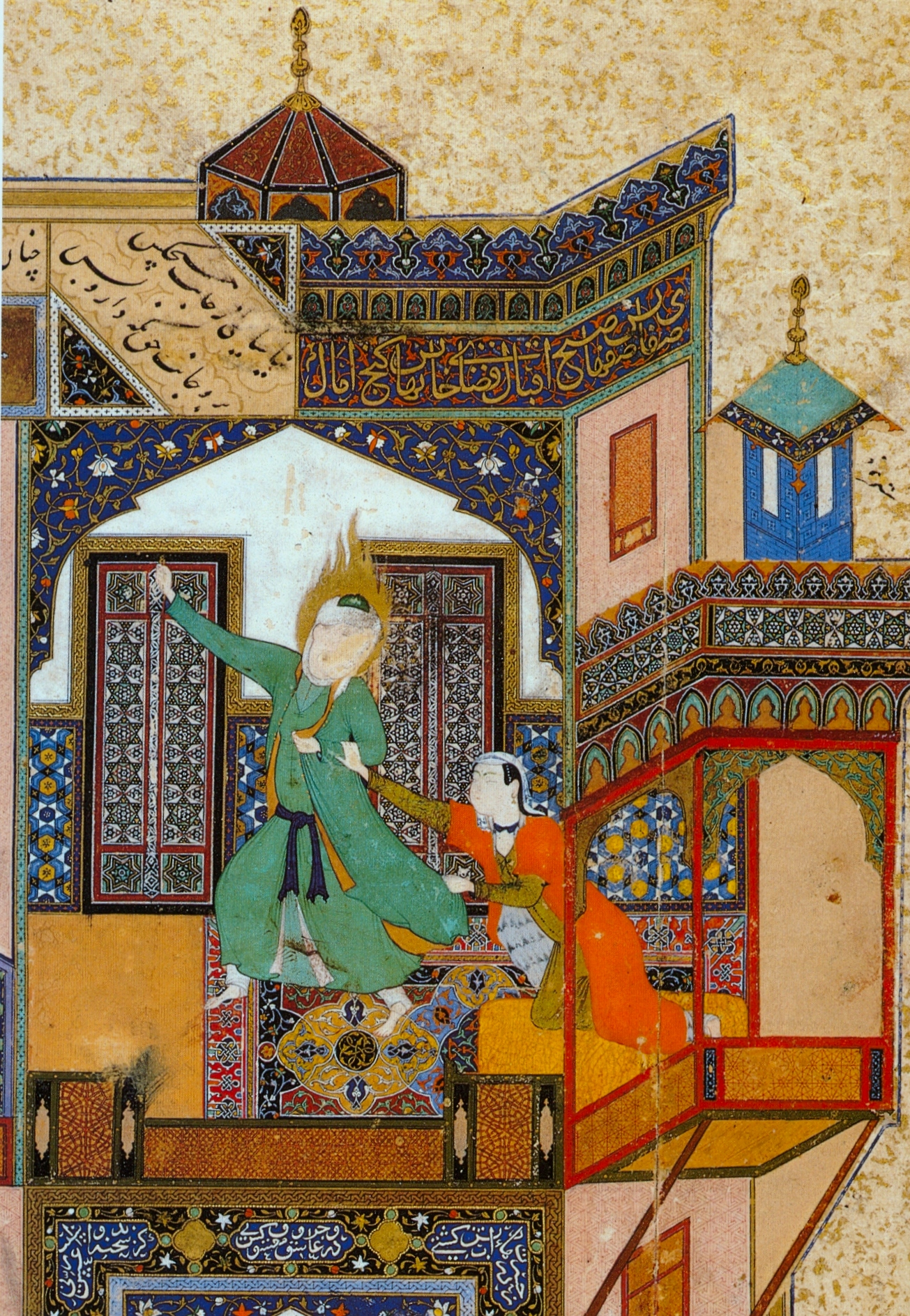
Zouleïkha agrippant le manteau de Joseph qui cherche à la fuir. Détail d'une miniature de Behzad, pour un Bostan de Saadi (BnE, MS. Arab Farsi 908,, 1488).

L'histoire biblique de Joseph, fils de Jacob, est racontée et modifiée, notamment l'épisode de Joseph et la femme de Putiphar. Dans la Bible, Potiphar est un officier eunuque d'un pharaon, et la femme de Potiphar. Dans le Coran, l'homme est appelé El-Aziz, « le puissant », et sa profession n'est pas déterminée. Plusieurs traditions reprennent le nom Potiphar ou nomment le mari d'après des formes dérivées (Kitfir, Itfir, Kittin, etc.). Dans la tradition, sa femme est d'abord appelée Ra’il  d'après une arabisation des noms hébreux, puis plus généralement Zouleïkha (ou Zalika, Zulayka) et parfois Asnath.
Joseph est vendu comme esclave par ses frères. L'Égyptien qui l'a acheté dit à son épouse de bien s'occuper de Joseph encore enfant, envisageant de peut-être l'adopter. Une fois que Joseph est adulte, l'épouse de l’Égyptien tente de le séduire mais il la repousse ; elle déchire l'arrière de sa tunique alors qu'il coure vers la porte. L'épouse dit à l'Égyptien que Joseph voulu abuser d'elle, mais son mensonge est découvert. Des femmes de la ville se moquent de la passion de l'épouse de l'Égyptien, alors cette dernière les invite à un goûter : quand Joseph entre pour les servir, elles se coupent les mains avec leurs couteaux en s'exclamant : « Par Allah ! Ce n’est pas un être charnel ! C’est sûrement un Messager sublime ! »
Joseph s'échappe de nouveau et est emprisonné temporairement. Cependant, le Shaïtân le fait oublier en prison pendant plusieurs années, jusqu'au rêve par le pharaon des sept vaches grasses mangées par les sept vaches maigres. Après l'explication du rêve par Joseph, le pharaon le renvoie à son maître. Le souverain questionne ensuite les dames égyptiennes aux mains coupées qui affirment que Joseph n'a rien fait, et l'épouse se repentit de ses mensonges ; Joseph entre ensuite comme grand officier du service du pharaon.

## Mère et sœur de Moïse
Personnages exclusifs au Coran : de la famille de Moïse, la Bible ne mentionne que son père Téra, son frère Arân et son neveu Loth, le fils d'Arân.

## Épouse de Pharaon
Anonyme dans la Bible et le Coran, la tradition musulmane l'appelle Assia bint Muzahim. La grande épouse royale du Coran joue un rôle analogue à celui de la fille du Pharaon de l'Exode, que la tradition juive appelle Bithiah.

## Épouse d'Imrân
Personnage coranique anonyme, la Tradition l’appelle Hannah bînt Fankodh, d’après Anne, mère de Marie dans le Protévangile de Jacques.
Le Coran utilise et adapte le matériau narratif du Protévangile : l'épouse d'Imrân pense avoir un fils et consacre à Dieu l’enfant qu’elle porte. Mais Dieu a voulu ce que soit une fille qui naisse et qui soit consacrée, alors elle invoque la protection divine contre le Diable.

## Marie, mère de Jésus

### Sources du Coran
Dans le Coran, Marie est presqu’indissociable de Jésus de Nazareth, car ce dernier est souvent appelé « Jésus, fils de Marie ». Outre les Évangiles canoniques (Marc, Matthieu, Luc et Jean), le Coran emprunte à plusieurs livres apocryphes, appelés « Évangiles de l'enfance » : le Protévangile de Jacques, l'Évangile arabe de l'Enfance, et ceux du Pseudo-Thomas et du Pseudo-Matthieu.

### Récit coranique
Maryam bint Imrân (Marie, fille de Joachim) est importante dans l'islam : seule femme nommée du Coran, la sourate 19 porte son nom. Elle appartient à la famille d’Imrân et a un frère appelé Aaron,. Le Coran rapproche la mère de Jésus et Myriam la Prophétesse, sœur de Moïse et Aaron, dont les noms se traduisent Marie en français.
Adam, Noé, la famille d'Abraham et celle d'Imrân sont élues par Dieu. Protégée du diable par un vœu fait par sa mère à sa naissance, Marie sert au Temple de Jérusalem, et sa garde fut objet de querelles ; elle est placée sous la protection de  Zacharie, père de Jean le Baptiste, deux prophètes dans l’islam. Zacharie découvrant avec étonnement de la nourriture dans la chambre de celle-ci, Marie explique que c'est Dieu qui pourvoit à ses besoins.

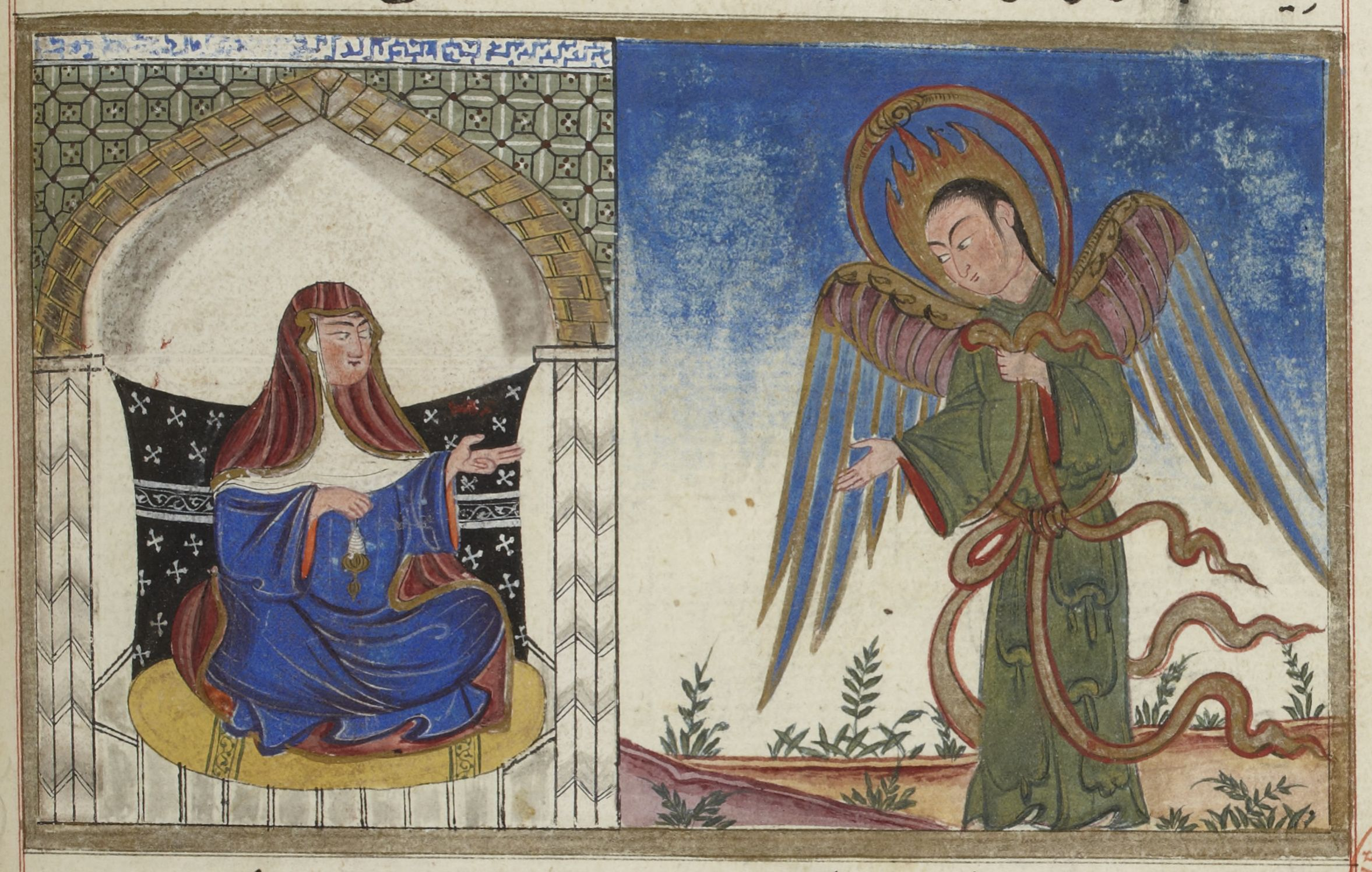
Annonciation, copie d'un manuscrit des Signes restants des siècles passés d'Al-Biruni, XVe siècle.

L’Annonciation coranique ressemble à celle de l’Évangile selon Luc : Marie est élue « au-dessus des femmes » et purifiée par Dieu afin qu’elle enfante seule, en récompense de sa piété et de sa virginité.  L'Esprit de Dieu (traditionnellement identifié à l'ange Gabriel) se présente sous forme humaine à Marie, qui s'affole de la présence d'un homme chez elle. L'Esprit lui annonce que son fils sera Jésus le Messie, créé en elle par la volonté divine, répondant à l'étonnement de Marie qui se défendait que « jamais être charnel ne m’a touchée, et je ne suis pas impudique. » Ensuite, l'Esprit insuffle en la jeune femme la Parole de Dieu (kalimat Allah), qui donnera Jésus.
Le Coran mélange le Pseudo-Matthieu et l’Évangile arabe, : Marie se retire « en lieu d'Orient » et enfante Jésus sous un palmier-dattier, près d’une source,. Revenue auprès des siens après son accouchement, les Juifs l’accusent de fornication ; mais Jésus nouveau-né affirme que sa mère est vierge,.
Les récits sur la naissance Jean le Baptiste et celle de Jésus sont identiques dans leur narration, et selon Freyer-Stowasser, l'association de Zacharie et de Marie d'une part et de leurs fils d'autre part donnent à Marie une place spéciale dans le Coran. Plusieurs exégètes vont considérer Marie, l'épouse de Pharaon, la mère d'Isaac et celle de Moïse comme des prophétesses et des messagères de l'islam.
Si la Bible donne Joseph, fiancé de Marie, comme père nourricier de Jésus, il s’agit d’une figure absente du Coran. Cependant, une tradition dit qu’un charpentier appelé Djouraydj s’était fiancé à Marie, et qu’il fut le premier à remarquer sa grossesse et à être convaincu qu’elle était d’origine miraculeuse.

## Épouse d'Abou-Lahab
Mentionnée dans la sourate 111 où elle est maudite avec son mari, l'épouse d'Abou-Lahab est mentionnée comme étant une porteuse de bois, qui aura au cou une corde de fibres en Enfer.
La Tradition musulmane affirme qu'il s'agit de l'oncle et la tante de Mahomet, Abd-al-Uzza ibn Abd-al-Mouttaleb, dit Abou-Lahab (« père de la flamme »), et son épouse Awra bint Harb, dite Oumm Djémil, qui s'opposaient aux prêches de leur neveu. Abou-Lahab s'en serait violemment prit à Mahomet et l'aurait maudit. Selon la traditions, Mahomet déshonorerait Omm-Djémil en insistant sur son métier car il s'agit d'un des plus vils pour les femmes selon les mœurs arabes médiévales ; ou alors parce qu'elle aurait placé des épines sur le passage de Mahomet pour lui blesser les pieds ; ou selon un sens métaphorique, elle portait du bois pour alimenter le feu des calomnies envers Mahomet.
La lecture traditionnelle de cette sourate, ainsi que sa datation (mecquoise ou médinoise ?) sont remises en question par la recherche historique moderne. Il faut lire, dans les exégèses, des interprétations du Coran au travers d'une reconstruction d'un passé mythifié par des traditions.

## Épouses et filles de Mahomet
Elles sont mentionnées dans plusieurs versets, dont : 

« O Prophète! Dis à tes épouses, à tes filles, et aux femmes des croyants, de ramener sur elles leurs grands voiles: elles en seront plus vite reconnues et éviteront d'être offensées. Allah est Pardonneur et Miséricordieux. »

— Coran, XXXIII, 59.

## Croyante plaidant
Selon la Tradition, en 628, après le traité d'Houdaybiya, le Coran raconte qu'à Médine, la compagnonne Khawla bint Tha'laba avait été répudiée par son mari, Aws ibn al-Samit, qui avait utilisé une formule païenne de divorce : « Tu es pour moi comme le dos de ma mère ! » Elle serait allée voir Mahomet, qui aurait invalidé cette répudiation et prohibé cette formulation pour divorcer, puis il indique les différentes façons de comment se racheter de cette parole.
La lecture traditionnelle de cette sourate est remise en question par la recherche historique moderne. L'historicité de l'anecdote derrière la « révélation » de ces versets est douteuse : c'est la tradition islamique qui a désigné la plaignante et son époux comme Khawla bint Tha'laba et Aws ibn al-Samit, et celui à qui elle s'adresse (« toi ») comme Mahomet. Il n'est pas explicite que le sujet du v. 1 soit lié aux vv.  2 à 4, à savoir le divorce avec une formule prohibée et le rachat de cette mauvaise action. Le v. 4 est lui-même considéré par Richard Bell comme un ajout tardif (en deux temps) et une modification du v. 3.